# Haplochromis ishmaeli
Haplochromis ishmaeli é uma espécie de peixe da família Cichlidae, embora talvez esteja extinta na natureza. Uma população "seguro" é mantida em cativeiro. É endémica do Lago Vitória, parte do Quénia, Tanzânia e Uganda.